# Henning Warloe
Henning Warloe, (nascido em 24 de março de 1961 em Bergen, Noruega) é um político norueguês do Partido Conservador da Noruega, conhecido pela última vez como Comissário de Bergen para Desenvolvimento Urbano, Clima e Assuntos Ambientais de 2014  a 2015.

## Carreira
Ele se formou como oficial do Exército da Noruega e é formado em economia pela Norwegian School of Economics desde 1986. Além de sua carreira política, Henning Warloe trabalhou como vendedor da Strømsnes Tekniske (1980–1981), diretor de finanças da Oskar Pedersen (1986–1988), gerente do shopping Kløverhuset (1988–1993), gerente da Sommer Bergen  (1993–1995) e presidente de Pepper (1995-2003). Ele foi um dos fundadores da Ferieklubben em Bergen. Um dos hobbies de Henning Warloe é a mágica, e ele foi presidente da Magiske Cirkel Norge (O Círculo Mágico da Noruega), uma organização nacional de mágicos, de 2008 a 2010.
Warloe era membro do Conselho da Cidade de Bergen 1995-2003 e líder do Movimento Europeu Internacional no Condado de Hordaland 1996-2001. Entre 2003 e 2007, foi Comissário para Finanças, Gerenciamento de Propriedades e Desenvolvimento de Negócios no Município de Bergen. Ele também foi membro do conselho do Partido Conservador de Bergen entre 2003 e 2009 e 1º Vice-Presidente do Partido Conservador de Hordaland. Desde 2007, Warloe foi Comissário para a Cultura, Esportes e Desenvolvimento de Negócios e, a partir da primavera de 2009, depois que o Partido do Progresso se retirou do Governo da Cidade, ele também foi Comissário Interino para Finanças, Concorrência e Desenvolvimento. De 2 de junho a 31 de janeiro de 2007, durante a Monica Mæland. licença de maternidade, Warloe foi líder interino do governo da cidade. Warloe deixou o cargo no outono de 2009, quando foi eleito deputado pelo condado de Hordaland nas eleições de 2009.

Em 2013, Warloe foi multado e recebeu uma sentença suspensa por posse e uso de entorpecentes. Antes de ser condenado, ele renunciou aos seus deveres políticos para o Partido Conservador.